# Una vita per lo Zar
Una vita per lo Zar (in russo Жизнь за Царя?, Žizn' za Carja) è un'opera in quattro atti e un epilogo, composta nel 1836 da Michail Ivanovič Glinka. L'opera si ispira alla leggenda dell'eroe nazionale russo Ivan Susanin.

## Storia della composizione
Dopo la guerra del 1812, nella letteratura russa divennero popolari soggetti tratti dalla storia nazionale, tra i quali la vicenda del contadino Ivan Susanin, che ispirò le composizioni di molti poeti e scrittori.
Durante i suoi viaggi all'estero tra il 1830 e il 1834, Glinka iniziò a pensare alla creazione di una composizione che fosse permeata di spirito patriottico. Tornato in Russia, il musicista si mise al lavoro; egli stesso riferì che il soggetto dell'opera gli fu suggerito da Vasilij Žukovskij. Una caratteristica del modo di lavorare di Glinka consisteva nel fatto che egli scriveva quasi tutta la musica delle sue opere prima che fosse stato scritto il libretto; pertanto il librettista doveva creare un testo che si adattasse alle melodie già composte. Alla creazione del libretto presero parte scrittori popolari a quel tempo: Nestor Kukol'nik, Vladimir Sollogub, Vasilij Žukovskij, il principe Vladimir Odoevskij, ma l'autore principale fu il barone Egor Rosen, che meglio di tutti riuscì ad adattare i suoi versi alla musica già composta da Glinka.
Il titolo originale dell'opera era Ivan Susanin, ma Glinka decise di cambiarlo in Una vita per lo Zar, come ringraziamento verso Nicola I, che aveva assistito a una prova. La prima avvenne al teatro Bol'šoj Kamennyj di San Pietroburgo, alla presenza dello Zar Nicola I, il 27 novembre (9 dicembre) 1836. L'opera venne accolta con grande favore e fece di Glinka il primo compositore russo. Nel 1874 ebbe luogo la prima italiana al teatro Dal Verme di Milano, diretta da Franco Faccio.
Durante il periodo sovietico, l'opera per molto tempo non venne messa in scena. Nel 1939 venne ufficialmente rinominata Ivan Susanin e rappresentata con un nuovo libretto scritto da Sergej Gorodeckij, dove viene messo in luce l'insuccesso dei polacchi, piuttosto che la preservazione della vita dello Zar. L'opera riacquistò il suo nome originale soltanto dopo la caduta dell'Unione Sovietica.

## Trama
L'azione ha luogo tra il 1612 e il 1613.

### Atto I
Nel villaggio di Domnino. Antonida desidera sposare Sobinin, ma suo padre le nega il permesso finché un Russo non sarà stato scelto come Zar. Quando Sobinin lo informa che il Gran Consiglio di Mosca ha scelto lo Zar, tutti festeggiano.

### Atto II
In Polonia. In una sala sontuosa la nobiltà sta celebrando il dominio polacco sulla Russia con canti e balli. Improvvisamente un messaggero entra in scena e annuncia che Michele Romanov è stato scelto come Zar di Russia e ora si nasconde. I Polacchi giurano di rovesciarlo.

### Atto III
In casa di Ivan Susanin. Susanin e suo figlio adottivo Vanja si impegnano a difendere il nuovo Zar. Susanin benedice Sobinin e Antonida per il loro imminente matrimonio, quando un reparto di soldati polacchi irrompe in scena, chiedendo dove si trovi lo Zar. Allora Susanin manda Vanja ad avvertire lo Zar mentre lui guiderà i soldati per un percorso sbagliato, nel bosco. Antonida è affranta. Sobinin riunisce alcuni uomini per andare in missione di salvataggio.

### Atto IV
In un fitto bosco. Sobinin rassicura i suoi uomini sulla giustezza della loro missione. Scende la notte. In un punto della foresta vicino a un monastero, Vanja bussa alle porte e avvisa gli abitanti di far allontanare lo Zar da lì. Susanin ha portato le sospettose truppe polacche in una zona della foresta impenetrabile e coperta di neve. I polacchi dormono mentre Susanin aspetta l'alba e saluta i suoi figli. Inizia una tormenta e, quando si fa giorno, i polacchi si svegliano: rendendosi conto che Susanin li ha ingannati, lo uccidono.

### Epilogo

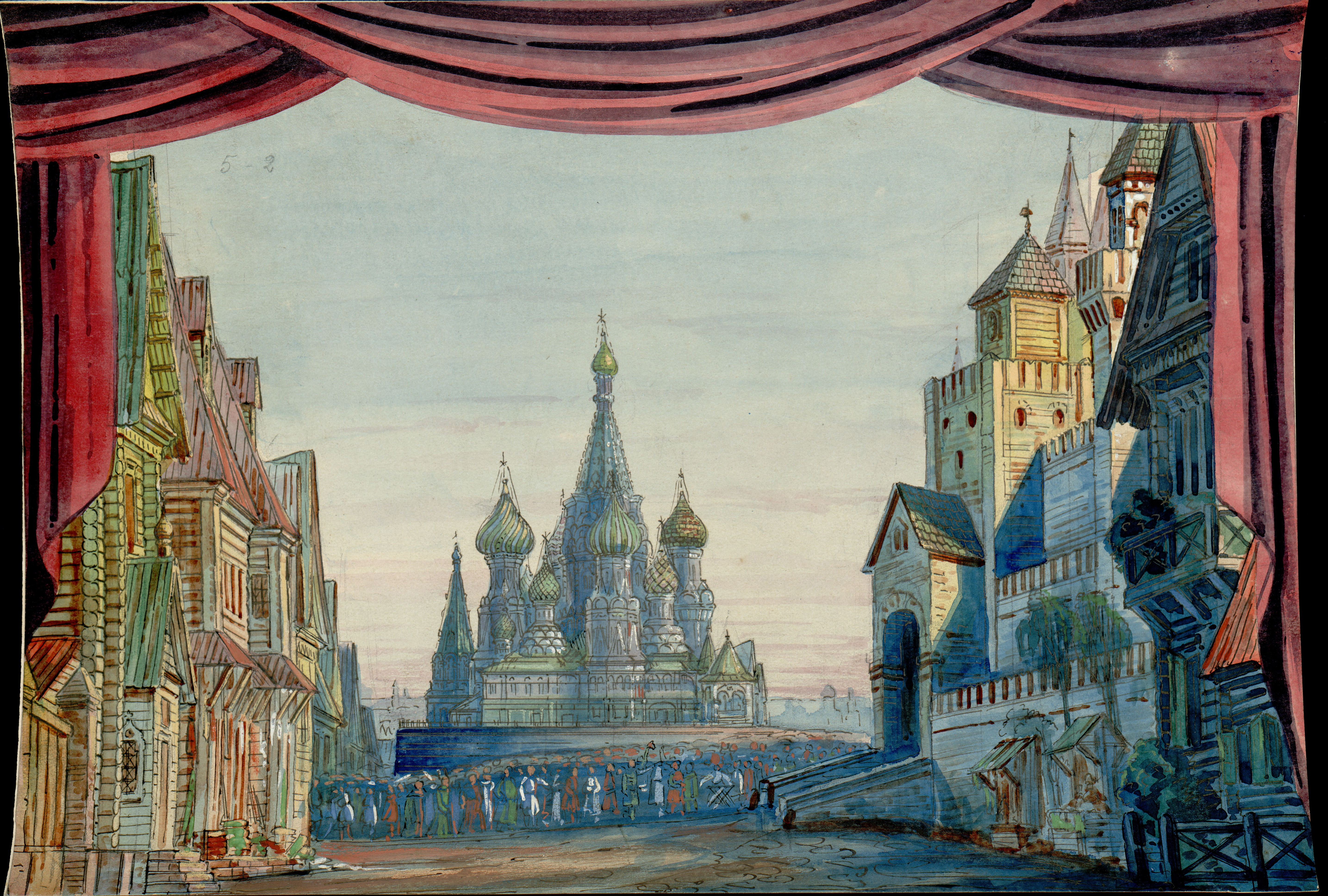
Bozzetto di scena per l'epilogo

A Mosca. Il popolo è vestito a festa e glorifica lo Zar. Antonida, Vanja e Sobinin sono tristi per la morte di Susanin. Un reparto di soldati si ferma e il loro comandante domanda ai tre il motivo della loro afflizione. Saputo che sono i parenti di Ivan Susanin, del quale si dice che abbia salvato lo Zar, fa loro le sue condoglianze e li informa che i polacchi sono stati sconfitti. I canti di gloria risuonano ancora più forti e solenni, cantati da tutto il popolo nella Piazza Rossa, mentre passa il corteo dello Zar.